# Крістешть (комуна, Ботошань)
Крістешть, Крістешті (рум. Cristești) — комуна у повіті Ботошані в Румунії. До складу комуни входять такі села (дані про населення за 2002 рік):
- Крістешть (2289 осіб)
- Оняга (1677 осіб)
- Скіт-Орешень (559 осіб)
- Унгуроая (185 осіб)

Комуна розташована на відстані 359 км на північ від Бухареста, 13 км на південний схід від Ботошань, 83 км на північний захід від Ясс.

## Населення
За даними перепису населення 2002 року у комуні проживали 4710 осіб.
Національний склад населення комуни:
| Національність | Кількість осіб | Відсоток |
| -------------- | -------------- | -------- |
| румуни         | 4675           | 99,3%    |
| цигани         | 35             | 0,7%     |

Рідною мовою назвали:
| Мова      | Кількість осіб | Відсоток |
| --------- | -------------- | -------- |
| румунська | 4709           | > 99,9%  |
| циганська | 1              | < 0,1%   |

Склад населення комуни за віросповіданням:
| Релігія       | Кількість осіб | Відсоток |
| ------------- | -------------- | -------- |
| православні   | 4549           | 96,6%    |
| п'ятдесятники | 132            | 2,8%     |
| старообрядці  | 8              | 0,2%     |
| римо-католики | 1              | < 0,1%   |
| унітарії      | 1              | < 0,1%   |

## Зовнішні посилання
- Дані про комуну Крістешть на сайті Ghidul Primăriilor